# ایوو آنگلوف
ایوو سرافیموف آنگلوف (به بلغاری: Иво Серафимов Ангелов) زاده ۱۵ اکتبر ۱۹۸۴ است. او کشتی گیر کشور بلغارستان است. از افتخارات وی می‌توان به کسب مدال طلا کشتی فرنگی مسابقات قهرمانی کشتی جهان ۲۰۱۳ و مدال برنز کشتی فرنگی مسابقات قهرمانی کشتی جهان ۲۰۱۱ اشاره کرد. وی در سال ۲۰۱۲ میلادی در المپیک لندن در وزن ۶۰ کیلو حاضر بود که در دور اول الیس کولمن از آمریکا را شکست داد اما در دور بعد از امید نوروزی کشتی گیر ایرانی شکست خورد و با توجه به حضور این کشتی گیر در فینال، به دیدار شانس مجدد رفت. او در دومین مرحله شانس مجدد به المت کبیسپایف کشتی گیر قزاقستان باخت و از دور رقابت ها کنار رفت.